# 堅忍撞擊坑
堅忍撞擊坑（英語：Endurance）是一個機會號火星車曾於2004年5月到12月間探測過的火星撞擊坑。該撞擊坑是以欧内斯特·沙克尔顿組織的大英帝国穿越南极探险中前往南極洲的帆船堅忍號命名。
機會號於任務中第135個火星日（2004年6月15日）進入該撞擊坑中，並於第315個火星日（2004年12月14日）離開。在這段期間機會號穿過了各種障礙、陡坡，並克服了經過細砂地時車輪打滑的狀態。

## 機會號的探測
當機會號到達堅忍撞擊坑后不久進行了一次觀測做為探測當地地質計畫擬定之用。一個被命名為「卡拉提佩」（Karatepe）的區域被選為研究當地基岩的區域。
右上方影像是基岩內顏色的變化。其中的A層較接近機會號，而岩層高度從B層上升至E層，各層岩石化學成分也隨著深度而有所不同。科學家推測這些模式相當類似的岩層年代是越上方越年輕。
機會號進入堅忍撞擊坑以後更進一步進入坑內研究沙丘。當機會號下降時調查了各種岩石的露頭，但任務相關科學家並未將機會號開入沙丘，以避免它陷入其中無法離開。機會號任物科學家則是在返回撞擊坑環前對沙丘周圍的岩石進行研究。在探測的路途中機會號研究了一個外號「沃普梅」（Wopmay）的巨岩，該巨岩提供了堅忍撞擊坑底部在撞擊坑形成前和形成後曾經受到水的影響。

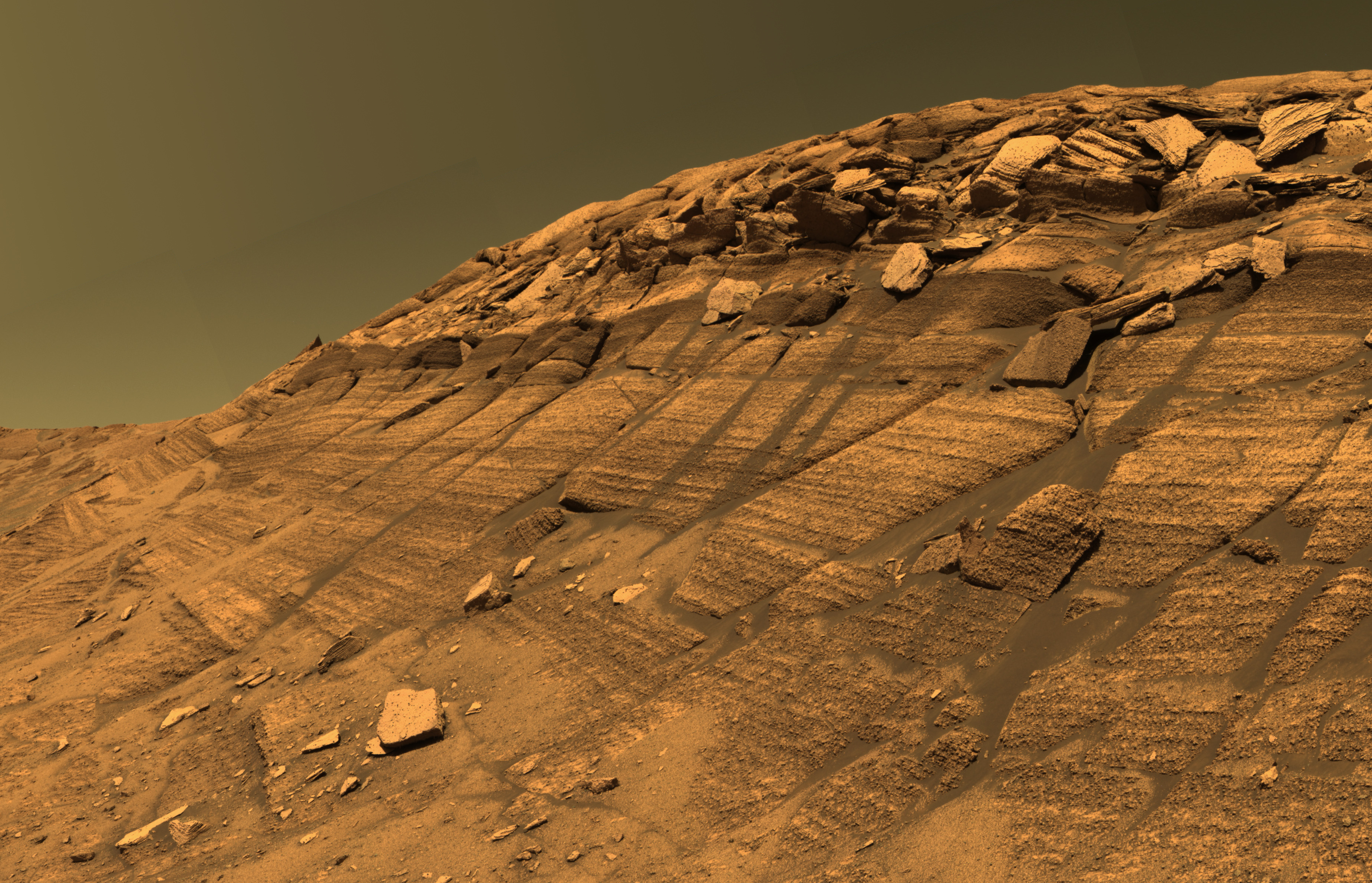
堅忍撞擊坑內的伯恩斯峭壁。

機會號探測車之後前往伯恩斯峭壁並近距離調查當地。該峭壁是以已故的麻省理工學院礦物學家羅傑·伯恩斯（Roger Burns）命名。當地因為極容易打滑，無法使用機會號的機械臂，但可使用全景攝影機進行高解析度影像拍攝。當地的地層形態顯示它們可能是因為液體內物質沉積而形成的，而這些峭壁內的地層可能和撞擊坑南方區域的地層是一致的，從而確認它是地層組。這個地層組有一個並未被國際天文學聯合會認可的非正式名稱「伯恩斯組」（Burns Formation） 。
伯恩斯峭壁是機會號在堅忍撞擊坑內的最後一個科學研究點。當它要離開當地時碰上了打滑的問題，但最後仍克服了困難。機會號離開堅忍撞擊坑後繼續向它降落時脫離的防熱盾前進，並且在當地發現了一個特殊的岩石，這是首次在其他行星發現隕石。

## 水文歷史
機會號在堅忍撞擊坑探測了半年。在這段期間機會號的探測資料取代並增補了子午線高原的水文歷史，此外還確認了當地在古代曾經由流水存在。科學家從堅忍撞擊坑得知火星部分區域的基岩剖面，並得知液態水並非只有一次流過火星表面。不過這些液態水的存在是偶發性的，並非永久存在。也就是說洪水會定期流過火星表面後再度乾燥。根據堅忍撞擊坑內蒸發岩露頭的物質（例如硫酸鹽）調查，科學家相信當地可能曾是淺海，而非酸性環境造成蒸發岩。而至今也不能排除今日火星上某處不會有生命存在。

### 其他機會號曾經探測的撞擊坑
- 鷹撞擊坑
- 弗拉姆撞擊坑
- 小獵犬撞擊坑
- 艾瑪迪安撞擊坑
- 阿爾戈撞擊坑
- 沃斯托克撞擊坑
- 厄瑞玻斯撞擊坑
- 維多利亞撞擊坑
- 康塞普西翁撞擊坑
- 聖瑪利亞撞擊坑
- 奮鬥撞擊坑

## 延伸閱讀
- Grotzinger, J.P.; Arvidson, R; Belliii, J; Calvin, W; Clark, B; Fike, D; Golombek, M; Greeley, R;  et al. . Earth and Planetary Science Letters. 2005, 240 (1): 11–72. Bibcode:2005E&PSL.240...11G. doi:10.1016/j.epsl.2005.09.039.

## 外部連結
- The official Mars Exploration Rover Mission website （页面存档备份，存于）
- Various papers on the geology encountered at Endurance Crater and the processes involved: [永久] [永久]
- The sedimentary rocks of Sinus Meridiani: Five key observations from data acquired by the Mars Global Surveyor and Mars Odyssey orbiters （页面存档备份，存于） - proposes a theory on crater exhumation in the region
- Endurance crater （页面存档备份，存于） and the surrounding plains of Meridiani Planum (panoramic image)